# 2015년 대한민국 중동호흡기증후군 유행
2015년 대한민국 중동호흡기증후군 유행(二千十五年大韓民國中東呼吸器症候群流行)은 중동호흡기증후군 코로나바이러스에 의해 2015년 5월 20일 첫 환자가 확진되면서 발발한 중동호흡기증후군(MERS) 유행으로, 186명의 환자가 보고되었다. 격리 대상자는 2015년 말 없어졌고 격리 해제자는 12,208명이었다. 확진자 중 최연소자는 16세, 최고령자는 87세이었다.
6월 1일에는 최초 감염자와 접촉했던 감염자 2명이 처음으로 사망했다. 6월 4일, 대전에서 사망한 감염 의심자가 양성으로 판정되면서 사망자가 3명으로 증가했다. 이후 사망자가 지속적으로 늘어나며, 치사율은 대략 14%대를 보이고 있다.
치사율이 높은 이유 중 하나는 대부분이 병원 집단감염이였기 때문이다.

## 감염자, 사망자 수
| 날짜              | 감염자 | 사망자                 |
| ----------------- | ------ | ---------------------- |
| 5월 20일          | 1명    |                        |
| 5월 21일          | 3명    |                        |
| 5월 26일          | 4명    |                        |
| 5월 27일          | 5명    |                        |
| 5월 28일          | 7명    |                        |
| 5월 29일          | 12명   |                        |
| 5월 30일          | 13명   |                        |
| 5월 31일          | 15명   |                        |
| 6월 1일           | 18명   | 1명(사망 후 확진 판정) |
| 6월 2일           | 25명   | 2명                    |
| 6월 3일           | 30명   | 2명                    |
| 6월 4일           | 36명   | 3명                    |
| 6월 5일           | 41명   | 4명                    |
| 6월 6일           | 50명   | 4명                    |
| 6월 7일           | 64명   | 5명                    |
| 6월 8일           | 87명   | 6명                    |
| 6월 9일           | 100명  | 7명                    |
| 6월 10일          | 108명  | 9명                    |
| 6월 11일          | 122명  | 10명                   |
| 6월 12일          | 126명  | 11명                   |
| 6월 13일          | 138명  | 14명                   |
| 6월 14일          | 145명  | 14명                   |
| 6월 15일          | 150명  | 16명                   |
| 6월 16일          | 154명  | 19명                   |
| 6월 17일          | 162명  | 20명                   |
| 6월 18일          | 165명  | 23명                   |
| 6월 19일          | 166명  | 24명                   |
| 6월 20일          | 166명  | 25명                   |
| 6월 21일          | 169명  | 25명                   |
| 6월 22일          | 172명  | 27명                   |
| 6월 23일          | 175명  | 27명                   |
| 6월 24일          | 179명  | 27명                   |
| 6월 25일          | 180명  | 29명                   |
| 6월 26일          | 181명  | 31명                   |
| 6월 27일          | 182명  | 31명                   |
| 6월 28일          | 182명  | 32명                   |
| 6월 29일          | 182명  | 32명                   |
| 6월 30일          | 182명  | 33명                   |
| 7월 1일           | 182명  | 33명                   |
| 7월 2일           | 183명  | 33명                   |
| 7월 3일           | 184명  | 33명                   |
| 7월 4일           | 185명  | 33명                   |
| 7월 5일           | 186명  | 33명                   |
| 7월 6일           | 186명  | 34명                   |
| 7월 7일           | 186명  | 35명                   |
| 7월 8일           | 186명  | 35명                   |
| 7월 9일           | 186명  | 36명                   |
| 7월 10일          | 186명  | 36명                   |
| 7월 11일          | 186명  | 36명                   |
| 7월 12일          | 186명  | 36명                   |
| 7월 13일          | 186명  | 36명                   |
| 7월 14일          | 186명  | 36명                   |
| 7월 15일          | 186명  | 36명                   |
| 7월 16일          | 186명  | 36명                   |
| 7월 17일          | 186명  | 36명                   |
| 7월 18일          | 186명  | 36명                   |
| 7월 19일          | 186명  | 36명                   |
| 10월 25일         | 186명  | 37명                   |
| 11월 25일         | 186명  | 38명                   |
| 총 감염자 : 186명 |        |                        |
| 총 사망자 : 38명  |        |                        |

### 그래프

감염자 수, 사망자 수, 격리자 수 변화
MERS confirmed cases status
격리 상태

## 증상과 예방
중동호흡기증후군을 일으키는 바이러스인 중동호흡기증후군 코로나바이러스는 2012년 9월 24일에 발견 보고된 신종 코로나바이러스(nCoV)다. 이집트의 바이러스학자 알리 모하메드 자키 박사가 사우디아라비아 지다에서 처음으로 발견한 것으로, 급성 폐렴 및 급성 신부전 증세를 보인 60세 남성의 허파에서 발견됐다. 이 바이러스의 증상은 신부전과 중증급성 폐렴을 동반하며, 치명적인 결과를 초래할 수 있다. 최초 감염자는 "1주일간 발열, 기침, 가래, 숨가쁨" 증세를 보였다. 중동호흡기증후군의 잠복기는 12일로 추산되고 있다. 하지만 그 의견에 대한 의혹이 제기되고 있다.
보건복지부는 중동호흡기증후군 관련 숙지사항을 발표해, "발열, 기침, 호흡곤란 등 일반적인 호흡기 증상 외에도 메스꺼움, 구토, 설사 등이 있을 수 있으며", "증상은 감염 후 최소 2일에서 14일 사이에 나타나며, 증상이 나타나기 전에는 전염력이 없는 것으로 알려져 있다"고 전했다. 이에 대한 예방법으로는 "자주 비누로 손을 씻고, 씻지 않은 손으로는 눈, 코, 입을 만지지 않아야 하며, 기침할 때는 입과 코를 휴지로 가리고, 발열이나 기침이 있는 사람과는 접촉을 피해야 한다"고 권고했다. 대한의사협회는 〈메르스 관련 자가격리 및 지역사회 확산 방지 권고안〉을 통해 자가 격리자, 격리자의 가족, 밀접 접촉자를 대상으로 지침을 권고했고, 이 중 "식기, 컵, 수저, 수건, 친구와 같은 생활용품 공용을 피해달라"는 지침을 권고했다.

## 전개

### 최초 환자 발생

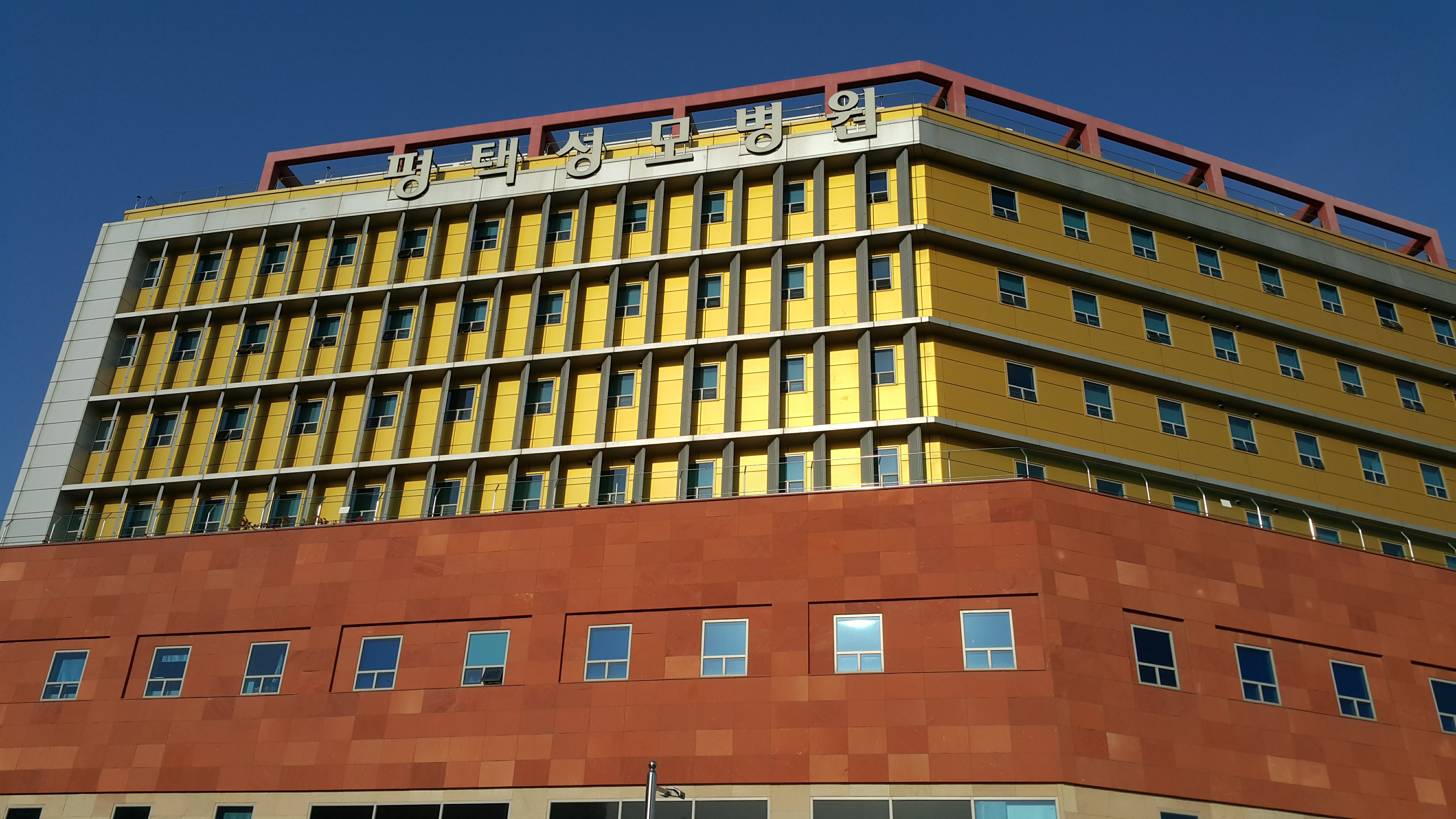
대규모로 환자가 감염되었던 평택성모병원 전경.

최초 감염자는 중동 지역에 출장을 갔다가 5월 4일 인천공항을 통해 귀국한 68세 남성이다. 이 환자는 4월 29일부터 5월 3일까지 바레인을 비롯한 중동 지역에 출장을 갔다가 카타르를 거쳐 돌아왔다. 이후 5월 12일부터 발열 등의 증상이 나타나 그 날부터 14일까지 첫 번째 의원을 방문했다. 15일에서 17일까지는 두 번째 병원(평택성모병원)을 방문했고, 이후로도 증세가 나아지지 않자 세 번째 병원 응급실을 방문해 17일부터 20일까지 입원해 있었다. 처음 두 의원을 방문했을 때 이 남성은 의료진에게 바레인에 다녀온 사실을 밝히지 않았던 것으로도 밝혀졌다. 또한 세 번째 병원을 방문한 날 응급실에 자리가 없자, 네 번째 의원에 가서 잠시 검사를 받기도 했다. 이후 5월 20일 보건당국에 신고가 접수되었고, 20일 이후로는 국가지정 격리병상으로 옮겨 치료를 시작했다.
최초 감염자가 15일에 머물렀던 평택성모병원의 2인실은 배기구가 모두 왼쪽에 있어, 환자가 묵은 병실에는 배기구가 없었다. 이 때문에 공간이 밀폐되어 전파가 되었을 수도 있다는 의견도 제기되었다.

### 2차 감염
첫 번째 환자가 격리된 다음 날인 21일에는 최초 감염자를 간병하던 63세 부인 도 호흡기 증상이 있어 유전자 진단검사를 수행한 결과, 양성 반응이 나타나 감염된 것으로 확진되었고 총 감염자 수는 2명으로 늘어났다. 더불어 16일 당시 최초 감염자와 같은 2인실에 입원해 있던 70대 남성도 이날 오전부터 발열 증상을 보였고, 검사 결과 감염 확진 판정을 받으면서 감염자가 3명으로 증가했다.
5월 26일, 네 번째 환자가 검사에서 양성 판정을 받아 확진 판정을 받았다. 이 환자는 세 번째 환자의 딸로, 5월 16일 당시 첫 번째 환자가 두 번째로 찾은 병원의 2인실에서 첫 번째 환자와 두 번째 환자, 그리고 세 번째 환자인 자신의 아버지와 함께 4시간가량 지냈던 것으로 알려졌다. 5월 27일에는 전라북도 정읍시에서 의심 환자가 보고되었으나, 감염되지 않은 것으로 확인되었다.
6월 1일, 보건복지부는 브리핑을 통해 "파악된 바에 따르면 MERS 환자와 밀접 접촉해 격리된 사람은 715명이고, 33명은 잠복기가 지나 격리해제된 상태"라고 밝혔다. 이로써 6월 1일 현재 격리대상은 모두 682명으로 증가했고, 같은 날 확진 판정자가 18명으로 3명 늘어남에 따라 격리대상도 늘 것이라고 예상했다. 이틀 후인 6월 3일에는 573명이 추가되었고, 총 1312명으로 늘어 격리대상자가 처음으로 1,000명을 넘어섰다. 한편 전체 격리대상 1369명에서 57명은 격리가 해제되었다고 보건복지부 측은 밝혔다.
6월 5일 보건복지부는 확진 검사에서 5명이 추가로 양성 판정을 받아, 환자가 총 41명으로 늘었다고 밝혔다. 이 중 3명도 역시 첫 번째 환자가 있었던 평택성모병원에 입원했던 환자들로 확인됐다.

### 국외 확산
2015년 5월 29일 세 번째 환자의 아들이었던 40대 남성이 중국으로 출장을 갔으며, 중국 보건당국의 검사 결과 양성 판정을 받았다. 현재 이 환자는 중국에 격리조치 되어있다가, 격리 해제되었다.

### 3차 감염과 사망자 발생
6월 2일, 2차 감염자와 접촉한 3차 감염자가 처음으로 발생했다. 또한 첫 감염자와 접촉한 후 유사 증세를 앓은 환자가 사망했고, 검사 결과 중동호흡기증후군 양성 판정을 받아 첫 사망자가 되었다. 6월 4일에는 16번째 환자와 30번째 환자와 같은 병실을 이용했던 2명이 3차 감염으로 추가 사망하였고, 전체 사망자 수는 3명으로 늘었다. 6월 4일에는 5월 21일 확진 판정을 받고 격리 치료중이던 세 번째 환자도 상태가 악화돼 숨졌고, 사망자는 4명으로 늘었다.

### 첫 번째 감염자 완치
6월 6일, 1차 감염자인 남편을 간호하다가 중동호흡기증후군에 감염된 60대 여성이 완치하여 퇴원했다.

### 3차 감염의 확산
5월 30일 확진 판정을 받은 열네 번째 환자가 확진 전까지 삼성서울병원 응급실에서 사흘간 무방비로 노출되면서 대규모로 의료진, 환자, 보호자들에게 3차 감염이 발생됐다. 6월 4일 확진 판정을 받은 삼성서울병원 의사를 시작으로 47명의 3차 감염자가 발생하고, 이에 따라 새로운 격리자도 수백명으로 늘어났다. 확진자 가운데 네명이 사망하고 밀접 접촉하지 않은 사람 가운데서도 확진자가 발생하는 등 열네 번째 환자가 새로운 슈퍼전파자가 되면서 진정되어가던 유행이 다시 크게 번졌다.

### 해외 감염 의혹
6월 14일, 슬로바키아 정부는 슬로바키아 브라티슬라바의 한 병원에 중동호흡기증후군 감염으로 의심되는 환자가 입원했다고 발표했다.

## 감염자 지역분포표
아래는 대한민국 정부가 발표하고 뉴스타파가 가공한 자료를 기반으로 의료기관 소재지 및 2차, 3차 감염사상자 분포를 나타낸 표이다. 지난 2015년 6월 4일 방역당국에 따르면 2차, 3차 감염자가 거쳐 간 병원은 14곳이다. 표시된 지역분포표에는 14개 병원 중 누락된 병원이 존재하며 확인된 7곳의 병원 및 감염사상자 현황은 아래와 같다.

이는 프레시안의 강양구 기자가 단독 보도하여 알려진 것으로 그는 6월 2일 기사에서 첫 번째 환자를 통해 최다 감염자가 나온 평택성모병원의 실명을 공개하며 사망자와 3차 감염자가 나온 상황에 병원 정보가 공개되어야 한다고 주장 해 보건복지부와 질병관리본부의 비공개 원칙을 비판했다. 다음 날인 6월 3일에는 사망 후 확진 판정을 받은 25번째 환자가 사망한 동탄성심병원, 14번째 환자를 통해서 38세 현직 의사가 3차 감염된 삼성서울병원의 실명을 연이어 공개했다. 6월 4일에는 보건복지부와 질병관리본부의 발표에서 언급된 다른 의료 기관의 실명도 공개했다.
| 의료기관명                  | 기관소재지               | 노출기간                                             | 환자 발생 수(명) |
| --------------------------- | ------------------------ | ---------------------------------------------------- | ---------------- |
| 삼성서울병원                | 서울특별시 강남구 일원동 | 2015-5-29                                            | 60               |
| 평택성모병원                | 경기도 평택시 세교동     | 2015-5-29                                            | 37               |
| 건양대학교병원              | 대전광역시 서구 관저동   | 2015-5-29 ~ 2015-5-30                                | 9                |
| 대청병원                    | 대전광역시 서구          | 2015-5-30 ~ 2015-6-1                                 | 8                |
| 한림대학교 동탄성심병원     | 경기도 화성시            | 2015-5-29 ~ 2015-5-30, 2015-5-29~2015-5-31, 2015-6-2 | 4                |
| 평택굿모닝병원              | 경기도 평택시            | 2015-5-29 ~ 2015-6-1, 2015-6-9                       | 3                |
| 서울의원                    | 충청남도 아산시 둔포면   |                                                      | 1                |
| 365열린의원                 | 서울특별시 강동구 천호동 |                                                      | 1                |
| 서울아산병원                | 서울특별시 송파구        |                                                      | 1                |
| 가톨릭대학교 여의도성모병원 | 서울특별시 영등포구      |                                                      | 1                |

(최종확인일 : 2015년 6월 12일 17시)

## 반응
중동호흡기증후군 감염자수가 점차 늘어남에 따라 임시 휴교령을 내리는 학교가 증가하고 있다. 6월 2일, 첫 사망자가 발생한 경기도 84곳의 유치원 16곳과 초등학교 59곳이 휴업을 결정했다. 6월 3일에는 214개 학교가 휴업을 선포했고, 6월 4일에 이르러 오후 5시 기준 총 1162개 학교가 휴업을 선포했다. 6월 5일 들어서는 1,318곳으로 증가했으며, 대부분의 학교가 휴업 일수를 6월 10일 ~ 12일까지 연장한 상태이다.
6월 7일에 이재정 경기도 교육감은 주재 중동호흡기증후군 대책회의를 연 이후 경기도 수원, 용인, 평택, 안성, 화성, 오산, 부천 지역의 모든 유치원, 초·중·고등학교, 특수학교에 대해 8일부터 12일까지 강제 휴교 명령을 내리기로 했다. 이 강제휴교는 6월 12일까지이며 이후 휴교는 학교장 재량에 따라서 결정하기로 했다.

### 학교 휴업 현황
- 이 학교 휴업현황표는 그 날 마지막으로 보고된 학교수를 기준으로 한다.
- 휴업 현황에 유치원을 포함한 전국 초중고등학교 및 대학교 수를 합산했다.

| 날짜     | 총 임시휴업 학교 수              |
| -------- | -------------------------------- |
| 6월 2일  | 84                               |
| 6월 3일  | 214                              |
| 6월 4일  | 1,162                            |
| 6월 5일  | 1,318                            |
| 6월 7일  | 1,381(경기도 7개 지역 강제 휴교) |
| 6월 8일  | 1,970                            |
| 6월 9일  | 2,208                            |
| 6월 10일 | 2,704                            |

### 국외 반응
- 아랍에미리트 : 아랍에미리트 외교부는 대한민국에 중동호흡기증후군이 유행하고 있다며 여행 자제, 주의를 권고했다.[70]
- 베트남 : 대한민국 내 자국민에 대하여 중동호흡기증후군 예방 행동요령을 배포하고 있다고 발표했다. 또한, 한국 여행의 자제, 주의를 권고했다.[71]
- 중화민국 : 중화민국 외교부는 대한민국 전역에 황색 경보를 내려 여행 자제를 권고했다.[72]
- 필리핀 : 서울 주재 필리핀 대사관에서 자국민에게 예방 행동요령을 배포하고 있다고 발표했다.[71]
- 홍콩 : 중동호흡기증후군 대응 등급을 '엄중'(red alert)으로 높였으며, 불필요한 한국 여행의 자제를 권고했다.[71][73][74]

## 논란
혼란의 원인이 중동호흡기증후군의 전염력에 대한 정부의 오판 및 소극적인 환자 관리 등 안이한 대응에서 비롯되었다는 비판이 나왔다.
코레일은 6월 2일 오후 오송역에 중동호흡기증후군 발생지역과 병원명이 있는 예방지침을 게시하였다. 논란이 일어나자 코레일 측은 같은날 저녁 이 게시물을 내렸으나 많은 사람들에게 노출되었다. 6월 3일 기준으로 새정치민주연합과 일부 시민사회단체는 중동호흡기증후군 환자와 접촉한 병원 이름을 공개하라고 요구했으나 정부는 공개불가 방침을 고수했다. 정부는 발생지역과 병원정보를 공개할 경우 수용된 다른 환자와 병원 종사자 및 지역사회의 혼란이 가중된다는 이유를 밝혔다.
중동호흡기증후군에 의해 경기도 유,초,중,고 일부는 휴교를 내렸으나, 휴업 선택 기준 등에 대한 명확한 지침이 없어 학교 현장의 혼란만 가중시키고 있었다.

### 임계전이 문제
임계전이(critical transition)는 파국 바로 직전까지도 별 조짐을 드러내지 않아 예측이 매우 어려운 전이로서, 임계전이 이후 다시 이전 상태로의 회복이 거의 불가능한 것이 일반적인 전이와 다른 점이다. 전염병, 폭동, 눈사태, 동식물의 멸종, 사막화, 인기 연예인의 몰락 등은 임계전이의 좋은 사례이고 죽음은 임계전이의 완전한 예이다. 중동호흡기증후군 전염처럼 임계전이가 가능한 매커니즘에 대해서는 초기 상태부터 극단의 노력으로 임계전이의 문턱을 넘지 않도록 방어해야 한다. 전염병 퇴치에서 가장 중요한 일은 병원체와 감염경로를 확증하는 일이고 그 다음으로는 그 확산 범위를 예측하고 중요 길목을 지켜 더 이상 번지는 것을 막는 것인데, 대한민국 정부는 그런 방어에 무능한 모습을 보였고 WHO 합동평가단 또한 이 점을 지적하였다.

### 정부 폐쇄적 커뮤니케이션 논란
정부의 폐쇄적인 커뮤니케이션 사례들을 두고 여러 차례 논란이 되었다. 2015년 5월 31일 보건복지부 메르스 상황에 관한 브리핑에서 권준욱 복지부 공공보건정책관은 "미확인된, 올바르지 않은 감염경로, 치료법, 예방법 등에 대한 정보가 떠돌고 있는데, 이는 사실과 관계없다"면서 "유언비어를 의도적으로 퍼뜨리는 행위에 대해서는 수사를 통해 바로 처벌하는 등 엄정한 조치를 취할 것"이라는 방침을 밝혔다.
이어 6월 3일 강신명 경찰청장이 “(메르스와 관련해) 공공의 질서에 심대한 악영향을 끼치는 허위 사실 유포 행위에는 강력 대응하겠다”고 강조했다. 경찰청은 고소와 신고 등을 통해 접수된 메르스 유언비어 및 괴담 14건에 대해 사실관계를 확인하거나 내사를 진행 중이며, 부산과 광주에서 이미 사회관계망서비스(SNS)에 글을 올린 사람이 명예훼손 혐의로 입건되었다.
보건복지부와 경찰청에 뒤이어, 6월 5일 법무부와 검찰청도 허위 사실 유포에 대한 강경 대응 입장을 발표했다. 김주현 법무부 차관은 경기도 과천 법무부 청사에서 긴급 브리핑을 열어 “온·오프라인 매체를 통해 메르스와 관련된 각종 유언비어와 이른바 괴담이 확산되고 있다”며 “메르스와 관련하여 악의적으로 허위사실이나 괴담을 유포하는 사범에 대해서는 관련 법에 따라 엄단하도록 검찰에 지시했다”고 밝혔다. 같은 날 대검찰청 형사부(안상돈 검사장)도 브리핑을 통해 심각한 피해를 야기한 악의적인 유포사범은 구속을 검토하는 등 처벌을 강화하겠다고 밝혔다. 대검은 서울중앙지검 ‘사이버상 허위사실 유포 전담 수사팀’을 가동할 계획이라 밝혀졌다. 검찰에는 메르스 관련 유언비어와 관련해 10여건의 고소·고발이 접수됐다.
이윽고 6월 15일에는 의료혁신투쟁위원회가 "박원순 서울시장이 메르스 관련 허위사실을 유포했다"며 수사를 의뢰한 사건을 서울중앙지검이 형사1부에 배당하고 수사에 나섰다. 의료혁신투쟁위원회는 박 시장이 6월 4일 밤 긴급기자회견을 열어 "메르스 확진 판정을 받은 종합병원 의사(35번 환자)가 메르스 감염이 의심되는 상태에서 재건축 조합원 1565명이 모인 곳에 참석했다"고 발표한 것을 두고, 이 진술이 허위사실이라며 수사를 의뢰했다.

## 같이 보기
- 사스 유행
- 중동호흡기증후군(MERS)
  - 2012년 중동 중동호흡기증후군 유행
- 원내감염(HAI, 병원감염)
- 대한민국의 코로나19 범유행